# Associação Chapecoense de Futebol
Associação Chapecoense de Futebol, ofte blot kaldet Chapecoense AF, er en brasiliansk fodboldklub fra byen Chapecó, i staten Santa Catarina. Klubber spiller pt. i den bedste brasilianske række, Brasileirão.
Klubben rykkede i 2013, for første gang i klubbens historie, op i den bedste brasilianske række.
28 november 2016 var holdet involveret i et flystyrt i Colombia, på vej til en kamp i byen Medellín. Der var 81 personer ombord på flyet, men lokale medier fortæller at 76 af disse er omkommet.

## Titler
Statslige
- Campeonato Catarinense: (4) 1977, 1996, 2007, 2011

- Copa Santa Catarina: (1) 2006